# 雲石堂
雲石堂（英語：Marble Hall）位於香港半山區干德道1號，建於1901年，是商人遮打爵士的私人大宅，大宅以歐洲進口的雲石為建材而得名，曾被譽為香港其中一座最優秀建築物。雲石堂在1946年5月被大火毀壞後空置，至1953年拆卸重建為政府職員宿舍遮打堂。
僅存的雲石堂守衛室，在2010年11月10日列為香港二級歷史建築。

## 歷史

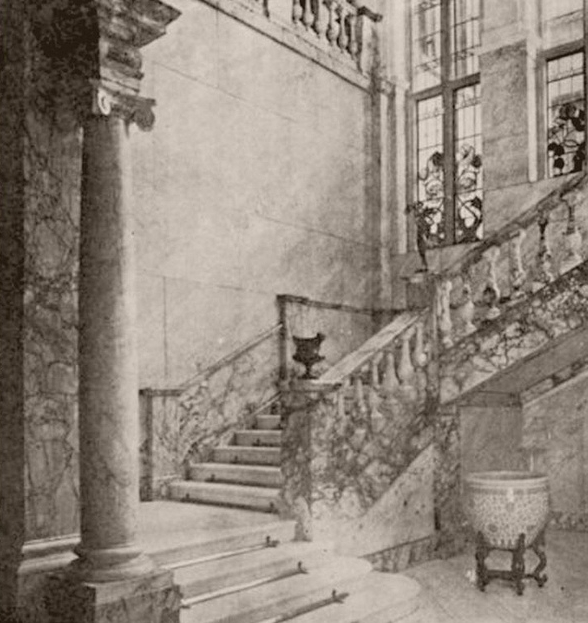
雲石堂室內的雲石樓梯

遮打選址在維多利亞城以南，海拔500尺的半山興建大宅，由李柯倫治建築師事務所（Leigh & Orange）設計，當時大宅由意大利及希臘進口雲石，並在比利時進行打磨，以建造大宅內的樓梯，加上灰泥粉飾過的磚塊，柚木及紅木等用料，極為講究豪華，建築極具氣派，而佔地兩畝的花園內，更可眺望維多利亞港。曾被譽為香港其中一座最優秀的建築物。
遮打在1926年5月27日去世，終年79歲，他把大宅及私人珍藏的瓷器、名畫，悉數捐給當時的香港政府，一直住在雲石堂的遮打爵士夫人也於1935年去世，雲石堂業權正式轉讓給港府，港府遂把大樓改為駐港英軍海軍總司令官邸，易名為Admiralty House，惟在香港日佔時期被日軍佔用。香港重光後，雲石堂於1946年5月被大火焚毀，其後一直空置，直至1953年拆卸重建為政府宿舍，命名為遮打堂。

## 守衛室
迄今，雲石堂僅存守衛室及入口圍牆，均不列於古物古蹟辦事處在2009年公布的1,444幢建築物評估結果及建議評級名單內，直到有政府部門打算發展時，發現位置隱蔽，被高地包圍的守衞室，經專家實地視察後，發現建築物仍保持原貌，有中式瓦頂和舊煙囪，在2010年9月建議評為二級歷史建築。古物諮詢委員會主席陳智思在會上質疑古蹟辦「為何一早沒列入評級」。守衛室最終在2010年11月10日獲確定為香港二級歷史建築。

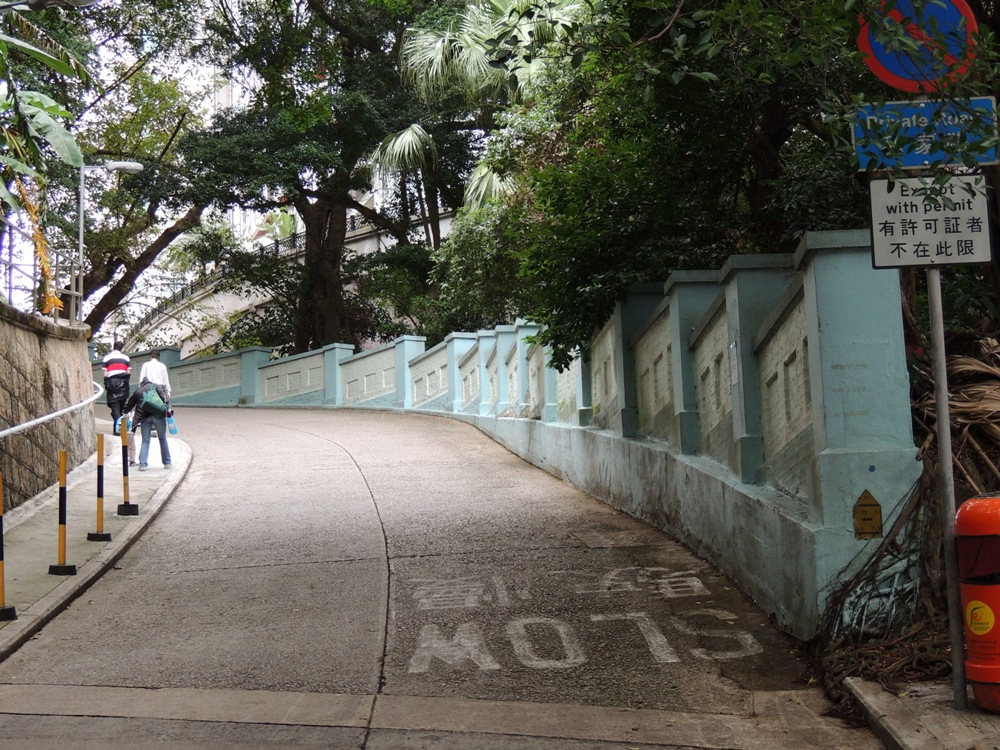
雲石堂入口的磚牆
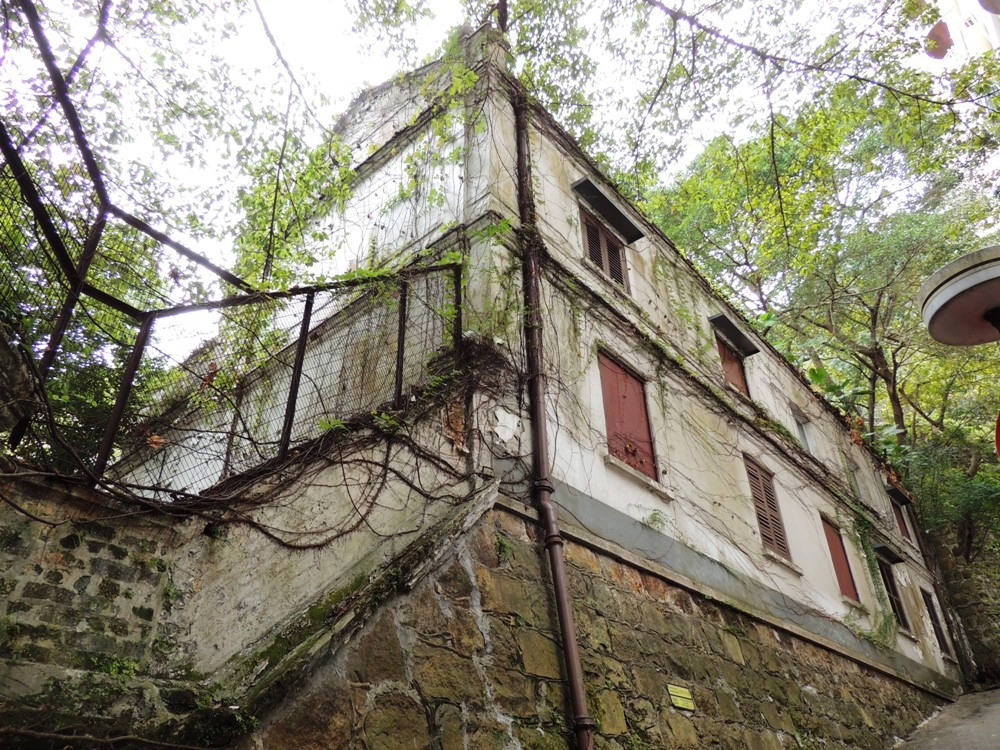
雲石堂守衛室